# Рошија (Хунедоара)
Рошија (рум. Roșia) насеље је у Румунији у округу Хунедоара у општини Балша. Oпштина се налази на надморској висини од 547 m.

## Становништво
Према подацима из 2002. године у насељу је живело 7 становника, од којих су сви румунске националности.